# Toshihiro Yoshimura
Toshihiro Yoshimura (født 28. juni 1971) er en tidligere japansk fodboldspiller.
Han har spillet for flere forskellige klubber i sin karriere, herunder Júbilo Iwata og Vissel Kobe.